# Mai Napatt Nirundorn
Mai Napatt Nirundorn (thailändisch เมย์ ณภัทร นิรันดร, RTGS Mai Napatt Nirundorn; * 12. August 2002 in Bangkok) ist eine thailändische Tennisspielerin.

## Karriere
Mai Nirundorn spielt vornehmlich auf der ITF Women’s World Tennis Tour, auf der sie bislang aber noch keinen Titel gewinnen konnte.
2019 gewann Nirundorn zusammen mit ihrer Partnerin Marija Bondarenko den Titel im Doppel des Osaka Mayor’s Cup. In Wimbledon erreichte sie im Juniorinneneinzel mit Siegen über Holly Fischer und Park So-hyun das Achtelfinale, wo sie gegen Elsa Jacquemot mit 5:7 und 0:6 verlor. Im Juniorinnendoppel verlor sie zusammen mit Partnerin Pia Lovrič bereits in der ersten Runde gegen Chloe Beck und Emma Navarro mit 6:75 und 3:6. Bei den US Open erreichte sie im Juniorinneneinzel wiederum das Achtelfinale. Nach Siegen über Hurricane Tyra Black und Alexandra Eala unterlag sie der späteren Finalistin Alexandra Yepifanova knapp in drei Sätzen mit 6:3, 5:7 und 6:73.
2020 erreichte sie bei den Australian Open im Juniorinneneinzel, wo sie an Position 11 gesetzt war, mit einem Erstrunden-Sieg über Giulia Molet die zweite Runde, wo sie dann aber gegen Elina Awanessjan mit 2:6, 7:5 und 1:6 verlor. Im Juniorinnendoppel scheiterte sie mit Partnerin Marija Bondarenko bereits in der ersten Runde gegen die australische Paarung Jasmine Adams und Tina Nadine Smith mit 6:1, 0:6 und [2:10].

### College Tennis
Seit 2021 spielt Nirundorn für die Damen-Tennismannschaft der Bulldogs der University of Georgia.